# آمیبیاز
آمیبیاز (به انگلیسی: Amebiasis) بیماری گوارشی است که عامل ایجاد آن انتاموبا هیستولیتیکا است. انتقال بیماری مدفوعی دهانی است و اکثر افراد آلوده شده (%۹۰) بیماری واضحی ندارند. شایعترین علامت بیماری اسهال خونی و دل پیچه است.
محل زندگی انگل این بیماری در دیواره و مجرا روده بزرگ، به ویژه در ناحیه کورروده، خم‌روده و راست‌روده است.

## تشخیص، درمان و پیشگیری
معمولاً درآزمایش مدفوع، دیدن انگل یا تخم آن به تشخیص کمک می‌کند. درمان جبران آب و الکترولیت در فاز حاد اسهال و مصرف طولانی آنتی‌بیوتیک‌ها مانند مترونیدازول است. رعایت بهداشت فردی و دفع صحیح فاضلاب برای جلوگیری از انتشار بیماری ضروری است.

## عوارض
آمیب می‌تواند با سوراخ کردن جدار روده خود را به جریان خون رسانده و از این طریق به اعضاء دیگر رفته و باعث ایجاد آبسه آمیبی در این اعضاء شود. کبد شایعترین مکان برای ایجاد آبسه آمیبی است ولی به ندرت این آبسه‌ها در ریه یا مغز نیزایجاد می‌شوند.